# Alpinia seimundii
Alpinia seimundii är en enhjärtbladig växtart som beskrevs av Henry Nicholas Ridley. Alpinia seimundii ingår i släktet Alpinia och familjen Zingiberaceae. Inga underarter finns listade i Catalogue of Life.